# Kawasaki OH-1
Der OH-1 Ninja ist ein leichter zweimotoriger Aufklärungshubschrauber (englisch observation helicopter, OH), der von den japanischen Bodenselbstverteidigungsstreitkräfte eingesetzt wird und die Hughes OH-6 ersetzen soll. Der mit einem Heckrotor in Fenestron-Bauart ausgerüstete Hubschrauber wurde vom Unternehmen Kawasaki Heavy Industries Aerospace Company entwickelt und seit 1999 in Kleinserie produziert.

## Allgemeines
Der Jungfernflug des ersten Prototyps erfolgte am 6. August 1996. Im Jahr 1997 waren alle sechs Prototypen hergestellt, wobei nur vier von ihnen flugfähig waren. Als zwei Jahre später die Serienproduktion begann, planten die japanischen Streitkräfte die Beschaffung von insgesamt 180 Maschinen. Wegen massiven Budgetkürzungen wurde der Bedarf auf 45 Maschinen reduziert, wobei jährlich nur noch zwei Ninjas hergestellt werden.
Am 1. März 2019 wurde der Flugbetrieb nach mehr als dreijähriger Unterbrechung (Grounding) wieder aufgenommen. Das Grounding erfolgte, nachdem am 4. Dezember 2015 ein Hubschrauber der Eastern Army Aviation Group in Tokio aufgrund von Triebwerksproblemen zu einer Sicherheitslandung gezwungen war. Daraufhin wurde festgestellt, dass die Leistung eines der beiden Triebwerke reduziert wurde, nachdem die Turbinenschaufeln im Triebwerk aufgrund übermäßiger Beanspruchung beschädigt worden waren. Deshalb wurde die Form dieser Schaufeln nach und nach geändert, um sicherzustellen, dass keine Betriebsprobleme mehr auftreten.

## Versionen
- XOH-1: Prototyp
- OH-1: Aufklärungshubschrauber

## Technische Daten

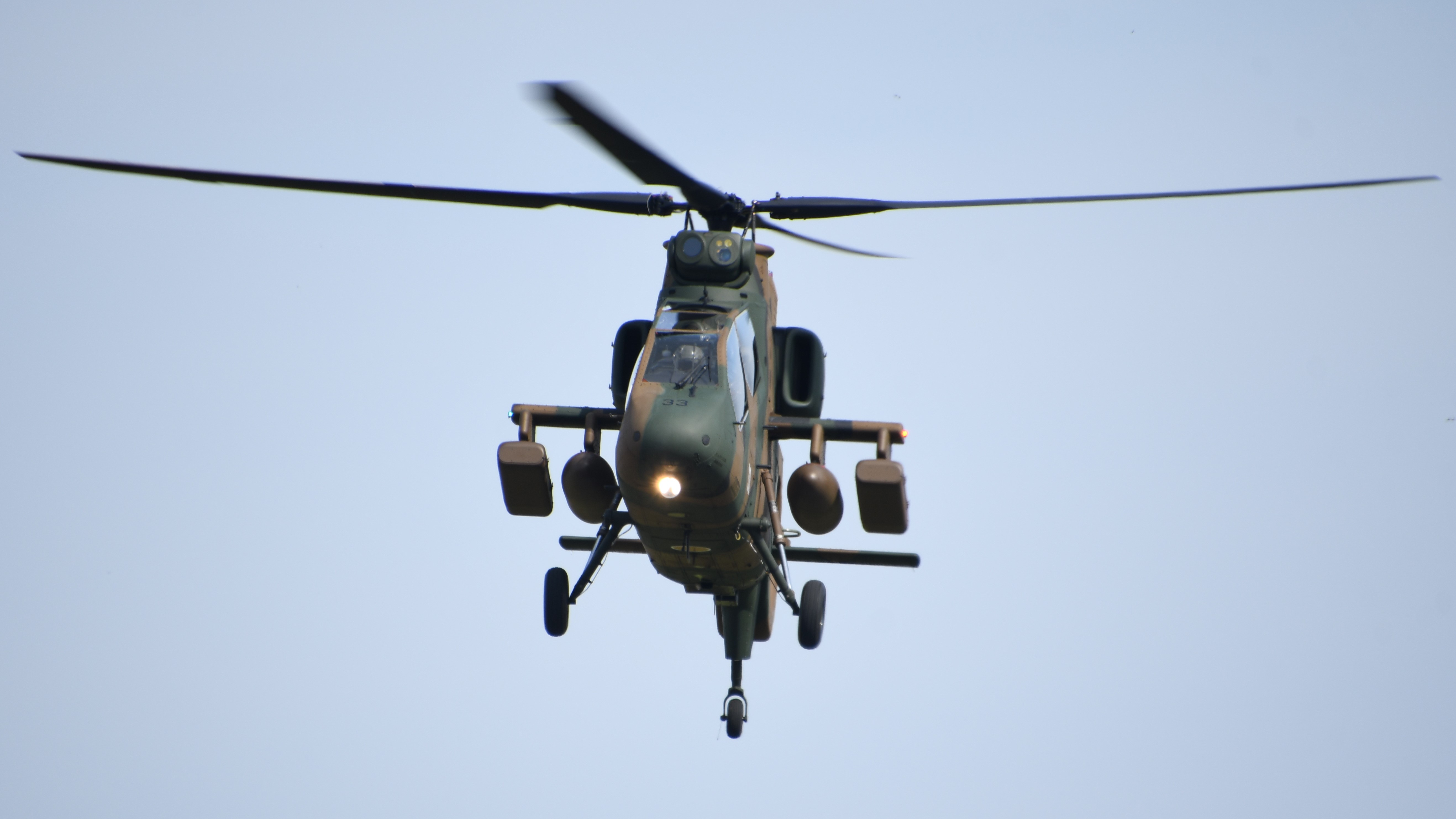
Kawasaki OH-1

|                | Kenngröße             | Daten                                               |
| -------------- | --------------------- | --------------------------------------------------- |
| Besatzung      | Besatzung             | Pilot, Pilot und Beobachter                         |
| Abmessungen    | Länge                 | 12,00 m                                             |
| Abmessungen    | Rotordurchmesser      | 11,60 m                                             |
| Abmessungen    | Höhe                  | 3,80 m                                              |
| Abmessungen    | Rotorfläche           | 105,6 m²                                            |
| Massen         | Leermasse             | 2450 kg                                             |
| Massen         | max. Startmasse       | 4000 kg                                             |
| Triebwerke     | Triebwerke            | 2 × Mitsubishi-TS1-10-Turbinen, je 884 kW (1185 PS) |
| Flugleistungen | Höchstgeschwindigkeit | 270 km/h                                            |
| Flugleistungen | max. Flughöhe         | 3480 m                                              |
| Flugleistungen | Reichweite            | 550 km                                              |

## Bewaffnung
Waffenzuladung an vier Pylonen unter beiden Stummelflügeln
Luft-Luft-Lenkflugkörper
- 2 × Startbehälter für je 2 × Typ 91 Hand Arrow

Externe Behälter
- 2 × abwerfbare Zusatz-Treibstofftanks mit 235 Litern Kerosin